# Йосипівка (Чуднівська міська громада)
Йосипі́вка — село в Україні, у Чуднівській міській територіальній громаді Житомирського району Житомирської області. Населення становить 87 осіб (2001).

## Історія
У 1906 році — ферма Красносільської волості Житомирського повіту Волинської губернії. Відстань від повітового міста 65 верст, від волості 5. Дворів 4, мешканців 23.
11 липня 2018 року включене до складу новоутвореної Чуднівської міської територіальної громади Чуднівського району Житомирської області. Від 19 липня 2020 року, разом з громадою, в складі новоствореного Житомирського району Житомирської області.